# Loxosceles carmena
Loxosceles carmena là một loài nhện trong họ Sicariidae.
Loài này thuộc chi Loxosceles. Loxosceles carmena được miêu tả năm 1983 bởi Gertsch & Ennik.